# Dejan Joksimović
Dejan Joksimović (srbsky i černohorsky Дejaн Joкcимoвић; * 10. ledna 1965, Bělehrad) je bývalý jugoslávský a černohorský fotbalový záložník. Po ukončení kariéry se stal hráčským agentem.

## Hráčská kariéra
V letech 1985–1987 hrál jugoslávskou druhou nejvyšší soutěž za Rad Bělehrad a OFK Bělehrad. V nejvyšší soutěži debutoval v dresu Crvene Zvezdy Bělehrad v sezoně 1987/88 a ihned s ní vyhrál mistrovský titul. V ročníku 1988/89 byl hráčem novosadské Vojvodiny, kde se mohl opět radovat ze zisku titulu. V sezoně 1989/90 byl hráčem Partizanu Bělehrad, s nímž se mu podařilo vyhrát Jugoslávský Superpohár. V ročníku 1990/91 nastupoval znovu za Crvenu Zvezdu, s níž zaznamenal už svůj třetí mistrovský titul v jugoslávské lize.
Na jaře 1992 hrál československou nejvyšší soutěž za Spartu Praha.
V sezoně 1992/93 byl hráčem galicijského mužstva CD Lugo, za které nastupoval ve španělské druhé nejvyšší soutěži. Hráčskou kariéru zakončil v australském klubu Heidelberg United FC v ročníku 1993/94.

### Evropské poháry
V Poháru UEFA nastoupil za Crvenu Zvezdu Bělehrad v jednom utkání ročníku 1987/88, branku nevstřelil. V Poháru mistrů evropských zemí odehrál za Spartu Praha dva zápasy v ročníku 1991/92. Branku se mu v nich vstřelit nepodařilo, byl však u výhry nad pozdějším vítězem soutěže Barcelonou.

### Zajímavosti
Patří k nemnoha hráčům, kteří prošli A-mužstvy obou největších srbských a bělehradských rivalů Crvene Zvezdy a Partizanu.

## Hráčský agent
Poté, co zanechal vrcholového fotbalu, stal se hráčským agentem. Mezi nejznámější fotbalisty, které zaštiťoval, patří Nemanja Vidić, Branislav Ivanović, Milan Jovanović, Aleksandar Kolarov či Miloš Krasić.

## Ligová bilance
| Ročník                                   | Zápasy | Góly | Minuty | Klub                   |
| ---------------------------------------- | ------ | ---- | ------ | ---------------------- |
| Jugoslávská Prva liga 1987/88            | 17     | 3    | –      | Crvena Zvezda Bělehrad |
| Jugoslávská Prva liga 1988/89            | 23     | 5    | –      | Vojvodina Novi Sad     |
| Jugoslávská Prva liga 1989/90            | 11     | 3    | –      | Partizan Bělehrad      |
| Jugoslávská Prva liga 1990/91            | 5      | 0    | –      | Crvena Zvezda Bělehrad |
| 1. československá fotbalová liga 1991/92 | 8      | 0    | –      | Sparta Praha           |
| National Soccer League 1993/94           | 4      | 0    | –      | Heidelberg United FC   |
| CELKEM 1. LIGA ČSFR                      | 8      | 0    | –      |                        |
| CELKEM 1. LIGA SFRJ                      | 56     | 11   | –      |                        |
| CELKEM 1. AUSTRALSKÁ LIGA                | 4      | 0    | –      |                        |